# Thomas Peters (1745-1857)
Thomas Peters (Leeuwarden, 6 de abril de 1745 — Arnhem, 26 de março de 1857) foi um supercentenário holandês e possivelmente o primeiro supercentenário já registrado, no entanto, ele não é verificado pelo Gerontology Research Group. Ele foi verificado pelo Guinness World Records. Entretanto, os documentos usados para o verificar foram perdidos desde então. Foi a pessoa que oucupou o cargo de pessoa mais velha de todas por mais tempo, de 24 de Julho de 1853 (seu aniversário de 108 anos e 109 dias) a 23 de Abril de 1927 (aniversário de 111 anos e 354 dias de Delina Filkins).

## Biografia
Seus pais morreram quando ele era muito jovem, e ele foi recrutado para o exército. Serviu nos cantões na Suíça na sua juventude, e depois ficou em Roma com o exército durante dois anos. Mais tarde seu serviço militar levando-o para o Egito em 1798. Ele também gerou uma criança ilegítima, chamada Maria Petronilla, com uma mulher chamada Theodora Reijnen, enquanto ele estava na Holanda. Em 1797, foi testemunha do batismo de seu genro, também chamado de Tomé. Depois de retornar do Egito em 1800, casou-se com Teodora, que morreu aos 87 anos em 28 de setembro de 1849. No final de sua vida, ele estava recebendo pagamento de 1 gulden cada semana pelo seu serviço do rei. Ele morreu em 26 de março de 1857, com idade de 111 anos, 354 dias.